# Giregada
Giregada (nep. गिरेगडा) – gaun wikas samiti w zachodniej części Nepalu w strefie Mahakali w dystrykcie Baitadi. Według nepalskiego spisu powszechnego z 2011 roku liczył on 574 gospodarstwa domowe i 3089 mieszkańców (1715 kobiet i 1374 mężczyzn).